# Anaea astina
Anaea astina är en fjärilsart som beskrevs av Fabricius 1793. Anaea astina ingår i släktet Anaea och familjen praktfjärilar. Inga underarter finns listade i Catalogue of Life.